# جاي جاي جاكسون
جاي جاي جاكسون (بالإنجليزية: J. J. Jackson)‏ هو كاتب أغاني ومغني أمريكي، ولد في 8 نوفمبر 1942 في جيليت في الولايات المتحدة.

## وصلات خارجية
- جاي جاي جاكسون على موقع ميوزك برينز (الإنجليزية)
- جاي جاي جاكسون على موقع أول ميوزيك (الإنجليزية)
- جاي جاي جاكسون على موقع ديسكوغز (الإنجليزية)